# قانون الحد من الأسلحة ونزع السلاح لعام 1961

الختم العظيم للولايات المتحدة

قانون الحد من الأسلحة ونزع السلاح لعام 1961 تم إنشاء المادة 2551 لإنشاء هيئة تحكم للسيطرة على أسلحة الدمار الشامل والحد منها فيما يتعلق بحماية العالم من أعباء التسلح وويلات الحرب.

## الأهمية
وفر القانون جانباً مهماً لسياسة إدارة كينيدي الخارجية التي كانت متماسكة مع سياسة الأمن القومي للولايات المتحدة.

## المصادقة
تمت المصادقة على تشريع رقم 9118 من قبل الدورة السابعة والثمانين للكونجرس الأمريكي وتوقيع الرئيس الخامس والثلاثين للولايات المتحدة جون كينيدي في 26 سبتمبر 1961.